# ابرو
ابرو موهایی است که بر روی پوست صورت در بالای چشم به شکل یک خط یا قوس می‌روید. ابرو از ورود قطرات آب (مثل باران و عرق) به چشم جلوگیری می‌کند. این کارکرد ابرو، از آنجا مهم است که انسان‌ها بیش از هر حس دیگری، متکی به بینایی خود هستند و ورود آب به چشم، بینایی انسان را تار می‌کند. ابرو به همراه مژه برای جلوگیری از ورود نور مستقیم خورشید به چشم هم کارایی دارد. امروزه ابرو، در تشخیص کلی صورت نیز تأثیر دارد. ابرو همچنین بنا به حالت‌های احساسی و اشاری انسان، به هم‌راه دیگر اجزاء چهره، شکل مناسب آن حالت را به صورت می‌دهد.
به هر یک از ابروها، اصطلاحاً یک لِنگه ابرو هم گفته می‌شود. اگر به هنگام برداشتن ابروها به منظور زیبایی، تناسب دو ابرو اشتباهاً به هم بخورد به آن «لنگه به لنگه شدن» ابروها می‌گویند.

## نقش ابرو
ابرو جزو عضو مهمی از انسان است که در چهره‌اش برای زیبایی و محافظت از چشم قرار گرفته‌است. محققان به این نتیجه رسیده‌اند که موهای ابرو، در تابستان دارای رشد سریع تری نسبت به زمستان است.

### زیبایی
داشتن ابروهایی خوش فرم و مرتب نقش زیادی در افزایش زیبایی و جذابیت افراد دارند و به همین دلیل است که امروزه آرایشگران توجه ویژه ای به روش‌های آرایش ابرو دارند. ابروهای پر و خوش حالت یکی از ملاک‌های مهم در زیبایی صورت محسوب می‌شود. ابروهای درشت چهره زیبا از انسان مرد و ابروهای نازک چهره زیبا از انسان زن می‌آفریند.

## مرگ ابرو
ابروها نیز به مرور زمان و با افزایش سن به رنگ سفید درخواهند آمد اما با این وجود روند سفید شدن ابروها کندتر از روند سفید شدن موهای سر است. تغییر در تعادل هورمون‌ها با افزایش سن ارتباط دارد. ممکن است کاهش سطح برخی هورمون‌ها مانند استروژن در بدن، موجب نازک شدن یا ریزش موهای ابرو شود. استفاده بیش از حد از محصولات آرایشی نیز یکی از عوامل تخریب ابروها به‌حساب می‌آیند. مانند تمام موها در قسمت‌های دیگر بدن، موی ابرو نیز عمر مشخصی دارد. اگر به هر دلیلی در یک مقطع کوتاه اندکی از ابروهای خود را از دست دادید، از پر کردن جای آن با انواع مدادها خودداری کنید. به مو فرصت استراحت و رشد مجدد دهید. معمولاً برای پر کردن جای خالی ابرو، از سایه ابرو استفاده می‌کنند.

## کاشت ابرو
با توجه به اینکه گرافت‌های مو در هر ناحیه از پوست بدن که به آن منتقل شوند، رشد می‌نمایند؛ بنابراین پیوند موی طبیعی در هر ناحیه از پوست که نیازمند آن باشد، قابل انجام است که شاید مهم‌ترین مورد آن کاشت ابرو می‌باشد.
کاشت ابروی طبیعی یا پیوند ابرو بیشتر توسط متخصصین کاشت موی طبیعی انجام می‌گیرد چرا که تشابهات زیادی با پروسه کاشت مو دارد. روش معمول کاشت ابرو تکنیک FUT می‌باشد که شامل برداشت موهای پشت سر به صورت یک باریکه چند سانتیمتری و سپس جداسازی پیازهای موی آن و انتقال آن‌ها به ناحیه پوست ابرو و کاشت در جهت مناسب و طبیعی در این ناحیه می‌باشد. موها به دلیل ماندگاری بیشتر و جنس مرغوب‌تر از ناحیه موهای پشت سر انتخاب می‌شوند و با بخیه دو لبه ناحیه برداشت باریک پوست، هیچ اثری از برداشت موها و نیز کم پشتی در ناحیه پشت سر باقی نمی‌ماند. کاشت ابروی طبیعی یا پیوند ابرو جهت بهبود جلوه زیبایی ابرو در چهره که در اثر نازک شدن، جای زخم یا ریزش کامل موهای ابرو دچار مشکل شده‌است به کار می‌رود. از بین رفتن ابروها ممکن است به دلیل عوامل ژنتیک، الکترولیز یا لیزر موها، مرتب کردن و برداشتن بیش از حد ابروها، اختلالات هورمونی و بیماری‌های تیروئید، ضربه، سوختگی یا تصادف رخ داده باشد، که در هیچ‌یک از این موارد محدودیتی جهت انجام کاشت ابرو وجود ندارد. موهای مناسب جهت کاشت ابرو از ناحیه پشت سر و عموماً به روش FUT (برداشت یک باریکه از پشت سر) برداشت و به ناحیه ابروها منتقل می‌گردد. این موها تا پایان عمر رشد کرده و هر ۲ تا ۳ هفته نیاز به اصلاح دارند.
برای حفظ ظاهر طبیعی ابرو، موها باید در قالب گرافت‌های تک تار مو منتقل و پیوند گردند. کاشت ابرو یک پروسه بسیار ظریف و زمان گیر بوده که در طی آن موها در شکاف‌هایی به قطر نیم میلی‌متر کاشت می‌شوند، شکاف‌هایی که در زاویه طبیعی رشد ابروها و کاملاً خوابیده روی پوست ایجاد می‌گردند. این میزان از ظرافت باعث می‌شود که این جراحی با حداقل جای زخم و آسیب به پوست و موهای موجود در ناحیه ابرو انجام شود، بطوری‌که بعد از کاشت تشخیص جای کاشت ابرو ناممکن می‌باشد و به موهای قبلی ابرو نیز آسیبی وارد نمی‌گردد. این عمل تحت بی‌حسی موضعی انجام شده و در حدود ۳ تا ۴ ساعت زمان برده و در حین و پس از جراحی حداقل درد را دارد. در طی ۲ تا ۴ روز اول پس از کاشت ابرو امکان یک تورم مختصر پشت پلک و ایجاد دلمه در نواحی کاشت وجود دارد که پس از آن از بین می‌روند و ممکن است حدود ۳ تا ۵ روز پس از آن پوست ناحیه کاشت حالت صورتی رنگ داشته باشد، لذا بیماران پس از این بازه زمانی می‌توانند بدون هر گونه اثری از کاشت ابرو به زندگی عادی برگشته و در محل کار خود حاضر شوند، بخیه‌های پشت سر بین ۱۰ روز تا ۲ هفته بعد کشیده می‌شوند. ابروها در طی ماه اول رشد و سپس ریزش پیدا کرده و بعد از یک بازه زمانی حدود ۳ ماه حالت نهفتگی شروع به رشد می‌نمایند، ارزیابی نتیجه کاشت ابرو پس از ۹ ماه تا یکسال انجام می‌گیرد. ماندگاری و رشد ابروها تا پایان عمر و دائمی می‌باشد.
همچنین افرادی نیز که به دنبال خالکوبی، هاشور یا تاتو ابرو دچار کم پشتی شدید یا ریزش ابرو شده‌اند می‌توانند بر روی محل تاتو خود کاشت ابرو انجام دهند که با نتایج قابل قبولی همراه می‌باشد.

### عوارض کاشت ابرو
از جمله مواردی که می‌توان به عنوان عوارض کاشت ابرو نام برد: عدم رعایت اصولی خواب موهای ابرو که می‌تواند خود موجب عدم تقارن ابروها شده یا رشد نامناسب گرافت‌های موی کاشته شده، از موارد دیگر که بر اثر کاشت در مراکز نامعتبر و کاشت توسط افراد فاقد تخصص کافی صورت می‌گیرد می‌توان به ایجاد جای زخم در ناحیه ابرو و ایجاد نکروز در ناحیه کاشت و ورم و کبودی اشاره نمود.

### هزینه کاشت ابرو
هزینه ی کاشت ابرو در کلینیک های مختلف بسیار متفاوت است اما در بیشتر کلینیک ها به قرار زیر است .
| روش یا معیار                | قیمت تقریبی (تومان) |
| --------------------------- | ------------------- |
| کاشت ابرو معمولی (FIT/FUT)  | ۶ تا ۱۲ میلیون      |
| کاشت ابرو پیشرفته (SUT/DHI) | ۱۰ تا ۲۰ میلیون     |
| بر اساس تعداد گرافت:        |                     |
| ● ۵۰–۱۰۰ گرافت              | ۲.۵ تا ۴ میلیون     |
| ● ۱۰۰–۲۰۰ گرافت             | ۵ تا ۸ میلیون       |
| ● ۲۰۰–۳۰۰ گرافت             | ۸ تا ۱۲ میلیون      |
| ● ۳۰۰–۴۰۰ گرافت             | ۱۲ تا ۱۵ میلیون     |
| ● بیش از ۴۰۰ گرافت          | ۱۵ تا ۲۰ میلیون     |
| روش ترکیبی + خدمات کامل     | ۱۵ تا ۲۵ میلیون     |

## نگارخانه

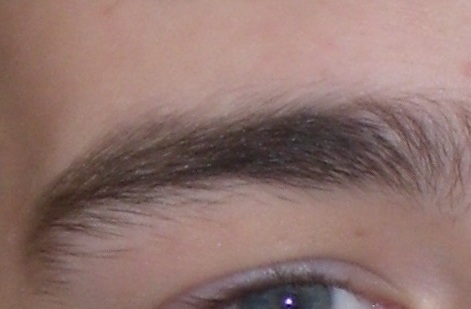
ابرو اغلب با بلوغ جنسی پرپشت می‌شود.
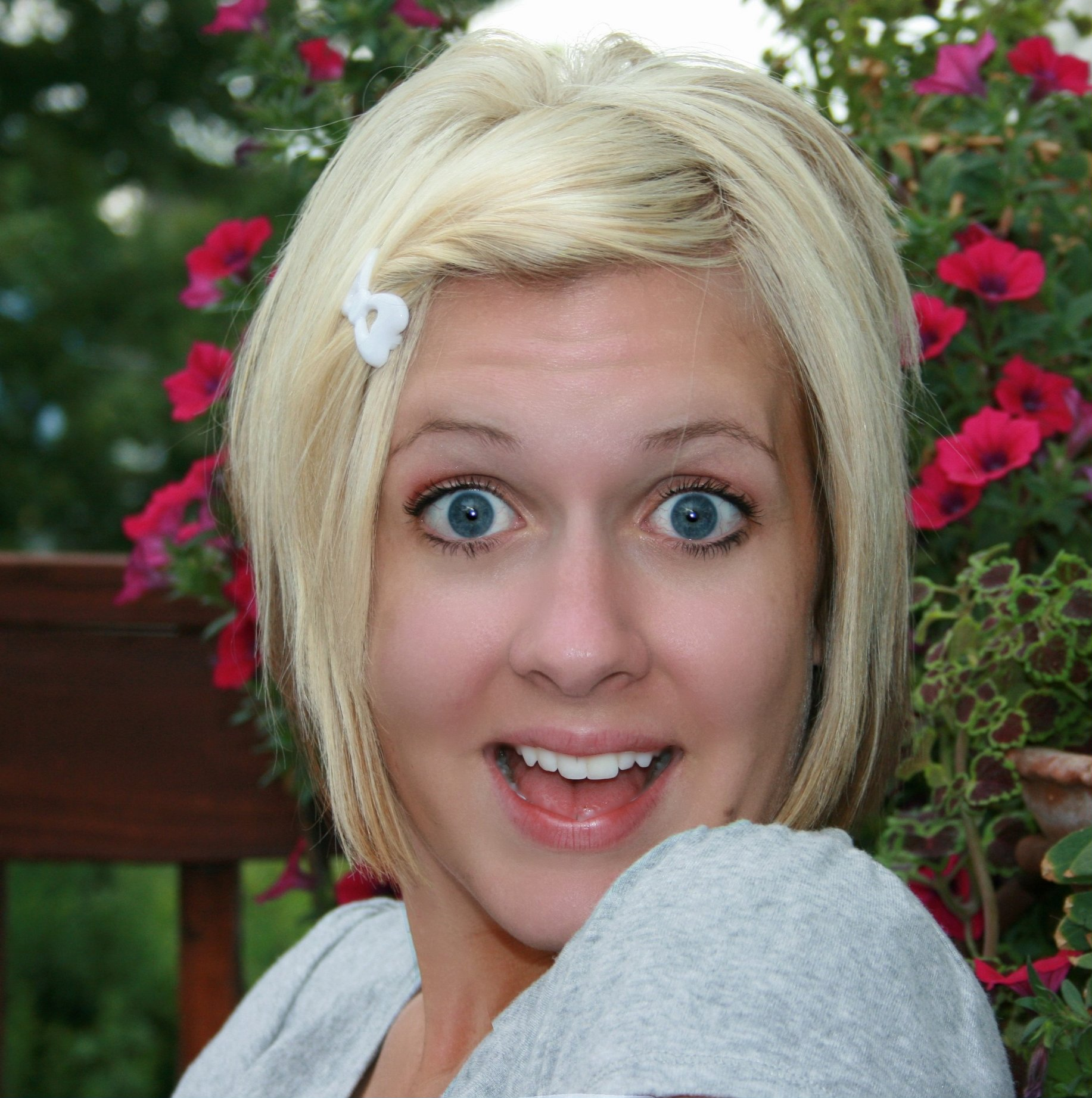
ابروها می‌توانند برای انتقال احساسات، مانند تعجب به‌کار گرفته شود.
مونالیزا با ابروهای برداشته شده
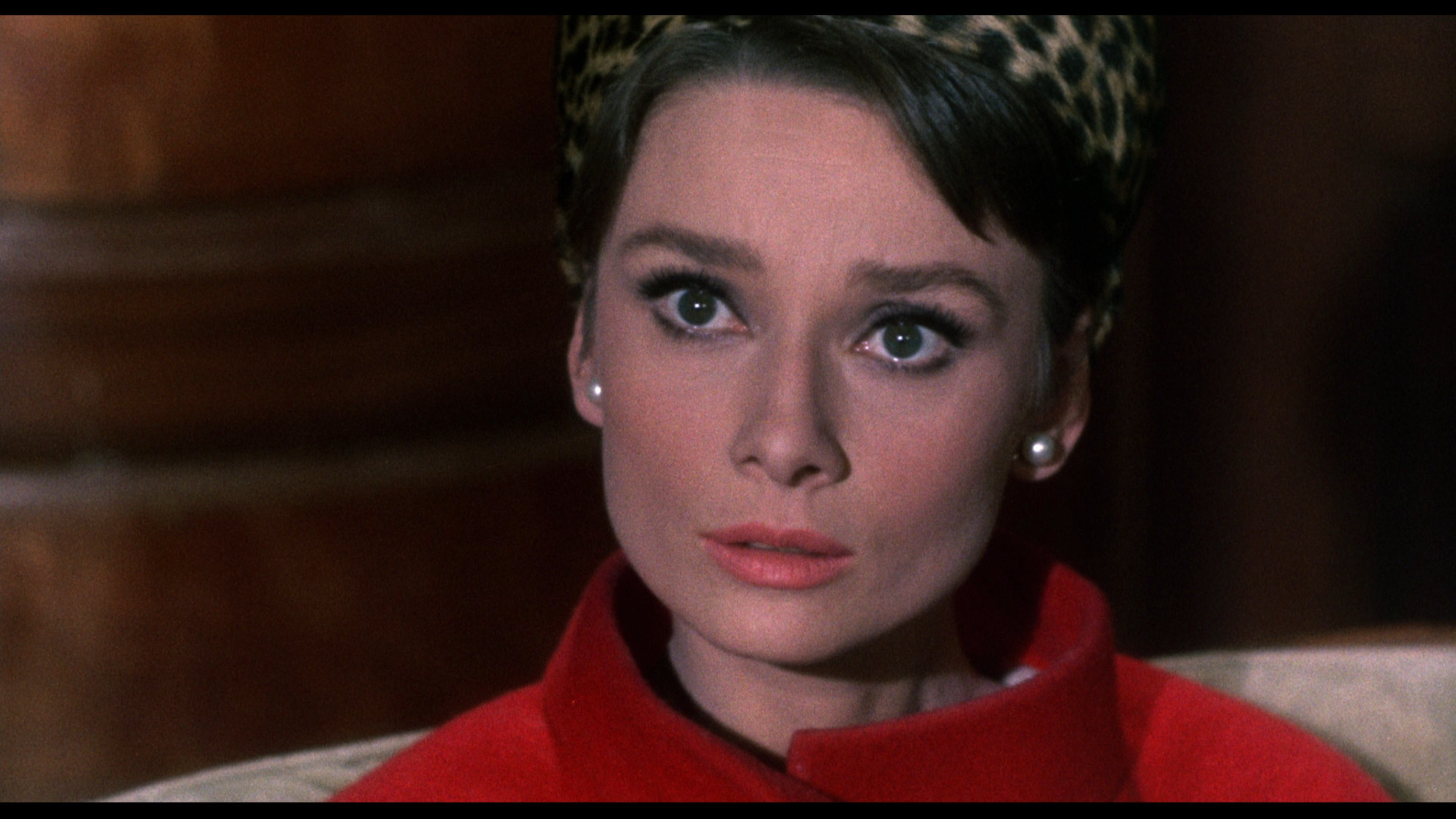
یکی‌از مشخصه‌های آدری هپبورن ابروان ضخیمش بود.
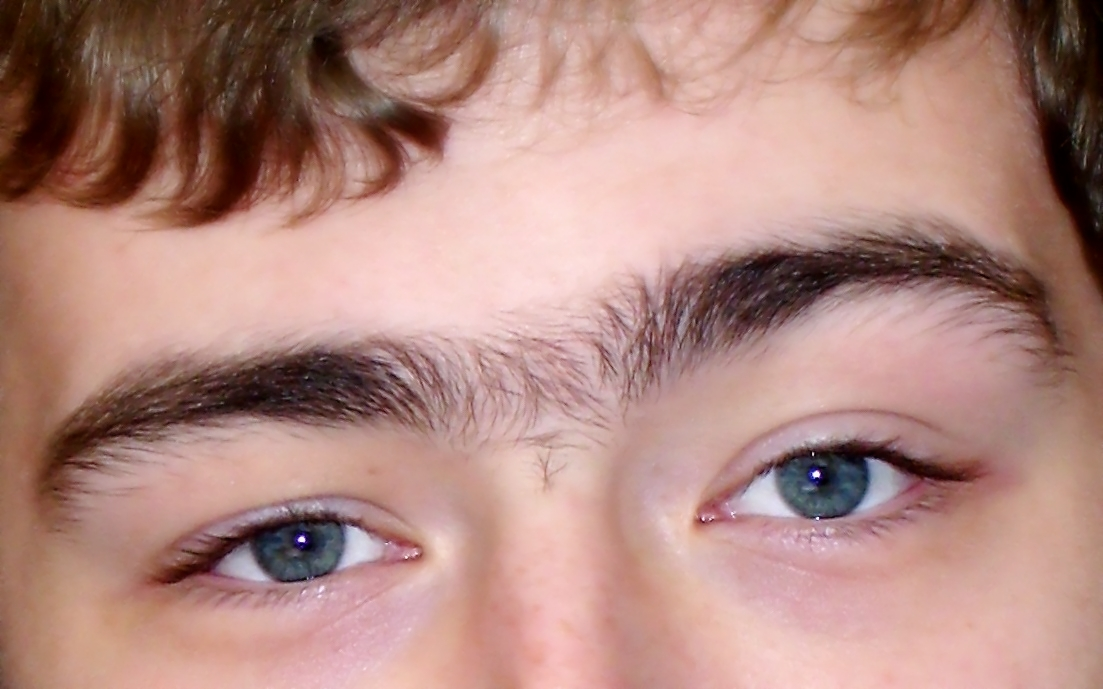
یک جوان بالغ با ابروی پیوسته